# Diablo IV
Diablo IV (укр. Диябло IV) — відеогра жанру Action RPG. Це четверта гра в серії Diablo, видана 6 червня 2023 року для Windows, PlayStation 4, PlayStation 5, Xbox One та Xbox Series.
Події відбуваються через 50 років після подій Diablo III: Reaper of Souls, коли до світу Санктуарію повертається демониця Ліліт, дочка демона Мефісто, щоб перемогти свого батька та правити Пеклом. За її слідами вирішує головний герой під наставництвом янгола-відступника Інаріуса, аби завадити планам Ліліт.

## Ігровий процес

### Нововведення
Diablo IV використовує основи попередніх ігор серії. Тут належить керувати героєм, який бореться зброєю та магією з численними ворогами, отримує за перемоги золото, трофеї та досвід, які витрачає на своє вдосконалення задля просування сюжетом. Diablo IV для ПК підтримує керування з геймпада.
На відміну від попередніх ігор Diablo, в Diablo IV можна подорожувати по всьому світу. П'ять регіонів доступні одразу, а не відкриваються почергово. Це пустеля Кегджистан, Скосглен — лісистий регіон, Зламані вершини — засніжений регіон, Сухі степи — переважно гірський регіон, а Гавезар — болотиста місцина. Подорожувати можна як пішки, так і верхи. Їздові тварини виграються за перемогу над особливими ворогами чи отримуються як нагорода за спеціальні завдання. На них пропонується вішати трофеї, щоб сигналізувати іншим гравцям про свої досягнення. Крім того існує декілька точок для швидкого перенесення між ними та кілька шляхів швидкого повернення з підземель.
Персонажі належать до шести класів, що визначає їхні стартові характеристики, здібності та вигляд. Деталі зовнішності свого героя детально налаштовуються варіаціями зачісок, прикрас, татуювань тощо. В Diablo IV герої мають обмежену кількість лікувальних зіль, але діють вони ефективніше. Було додано змогу ухилятися від атак. Набираючи досвід, герої отримують очки здібностей, які витрачаються на придбання активних і пасивних здібності. Здібності групуються в «дереві навичок» за категоріями. Кожен клас персонажа має своє «дерево навичок». Деякі здібності посилюються вкладенням у них очок здібностей. Також іноді є вибір із двох взаємовиключних здібностей. У цій грі максимальний рівень розвитку героя — 50-й. Після його досягнення замість очок здібностей нараховуються очки параґона, що вдосконалюють наявні здібності. Характеристики зброї модифікуються самоцвітами та аспектами. Аспекти перетворюються звичайні предмети на «легендарні» вищої якості, а самоцвіти надають бонуси, залежно від предмета, на який поміщені.
Вороги в Diablo IV мають унікальні здібності та здатні підкріплювати один одного в бою. Кожна місцевість має притаманні їй різновиди ворогів. Трофеї, що випадають з переможених ворогів, мають більше випадкових цінних характеристик. Кожен предмет займає одну комірку в інвентарі, незалежно від розміру.
Гравці можуть битися пліч-о-пліч або між собою (PvP, «гравець проти гравця»), але гра не допускає, щоб під час конкретного проходження було надто багато потенційних суперників одночасно. Для PvP-боїв відведена спеціальна місцевість, де кожен учасник володіє магічним уламком, який потрібно донести до вівтаря, долаючи ворогів на шляху, щоб отримати цінну винагороду. Якщо один герой убиває іншого, то привласнює його осколок.
Diablo IV має модель сезонного вмісту, де кожен сезон триває приблизно три місяці. З кожним сезоном пов'язаний сезонний пропуск, який надає особливі косметичні винагороди. Є безкоштовні та платні пропуски; платні передбачають винагороди, відсутні в безкоштовних.

### Класи персонажів
У грі доступно на вибір п'ять класів персонажів:
- Варвар — могутній воїн, що використовує цілий арсенал різноманітної зброї[5]. З'являвся в іграх Diablo II, Diablo III. Веде ближній бій, може тримати в обох руках зброю.[6]
- Чародійка — чарівниця, яка опанувала силу стихій задля боротьби з ворогами[7]. Повернулася з гри Diablo II. Чародійка володіє магією таких стихій, як: вогонь, лід, блискавка. Веде бій тільки на дистанції.[8]
- Друїд — чародійник, який майстерно володіє магією перевтілення. Для нього не важко перевтілитись у ведмедя чи у вовка-перевертня, також він може викликати на допомогу диких звірів та використовувати магію землі й повітря[9]. Повернувся з попередньої гри серії Diablo — Diablo II.[10]
- Убивця — спритна розбійниця, яка веде битву як у ближньому, так і у дальнім боях. Вбивати вона може серією жорстоких атак, також за допомогою отрути та магії темряви[11]. Повернулась з першої гри франшизи. У бою комбінує кинджали та лук.[12]
- Некромант — володіє некромантією, що дозволяє йому викликати на свій бік скелетів і големів. Жерці першої людини Ратми володіють трьома гілками магії: магія крові, тіні і кісток[13]. Повернувся з другої гри франшизи (був присутній в третьому у доповненні).[14]
- Спадкоємець духів — має неперевершену спритність і рухливість і безжально знищує противників, орудуючи глефами, палицями і списами, немов продовженням власного тіла. Спадкоємці духів застосовують у бою нищівну силу чотирьох духів-охоронців. Використовуючи їхні здібності, спадкоємці духів можуть адаптуватися до будь-яких умов і знайти найшвидший шлях до перемоги.[15]

## Сюжет

### Передісторія
Світ Санктуарій був створений демоницею Ліліт і янголом Інаріусом разом з іншими демонами та янголами як притулок від війни між Небесами та Пеклом за допомогою Світового каменя. Ліліт і Інаріус започаткували рід нефелемів — істот, які поєднували демонічні та янгольські риси, перевершуючи своїх предків. Ліліт хотіла створити з них армію для вирішення війни, тоді як янгол Інаріус бажав аби нефелеми жили й поклонялися йому. Тому Інаріус ув'язнив Ліліт у окремому вимірі і використав Камінь душі для послаблення нефелемів із кожним поколінням, поки вони не стали людьми.
Група демонів у Санктуарії, Більше Зло, захотіла володіти Світовим каменем. Більше Зло заснувало демонопоклонницьку релігію, тоді як Інаріус заснував поклоніння Світлу. Демон Баал намагався захопити Світовий камінь, проте був переможений групою людей, які раніше перемогли його братів Диябла та Мефісто. Янгол Тираель розбив Світовий камінь, що спричинило світові катаклізми. Внаслідок цього Санктуарій перестав бути прихований як від Небес, так і від Пекла. Коли про Санктуарій довідалися на Небесах, було укладено перемир'я, згідно з яким ані янголи, ані демони не повинні втручатися в справи людей.

### Дія
Через 50 років після подій Diablo III: Reaper of Souls, Санктуарій заледве відновився. В цей час священник Еліас виконує кривавий ритуал, щоб привести в світ Ліліт. Потім Ліліт спокушає знедолених людей натхненними промовами та підкорює їх своїй волі.
Протагоніст, відомий як Мандрівник/Мандрівниця, опиняється вночі в засніженому лісі та дістається до села. Його мешканці, задурманені Ліліт, дають героєві зілля з крові Ліліт. Герой непритомніє, а отямившись, тікає та зустрічає Лорат Нара, одного з останніх учасників ордена Горадримів, який пояснює пророцтво про повернення Ліліт. Янгол-відступник Інаріус вірить, що тільки він може виконати пророцтво, убивши Ліліт, що дозволить йому повернутися на Небеса. Тому він скеровує Мандрівника в пошуках ключа та брами від Пекла, де він зможе убити Ліліт раз і назавжди.
За допомогою молодої жінки на ім'я Нейрел, Мандрівник потрапляє до святилища Ратми, першого нефелема та засновника ордена некромантів. Дух Ратми відмовляється дати ключ Інаріусу і янгол знищує духа. Пізніше Ліліт знаходить ключ. Мандрівник вирушає в Скосглен, щоб зустрітися з іншим горадримом на ім'я Донан, який переміг демона Астарота при допомозі двох друїдів багато років тому. Ліліт задурманює цих друїдів, щоб знайти в'язницю Астарота та звільнити його в обмін на безпечний прохід крізь Пекло. Астарот утримує Донанового сина, котрий гине, коли демон зазнає поразки від Мандрівника. Попри це Донан відновлює Камінь душі, використаний для захоплення Астарота, і планує модифікувати його, щоб спіймати в нього Ліліт.
Повернувшись до Лората в Сухих Степах, Мандрівник переслідує колишнього учня Лората, Еліаса. Хоча Еліаса неможливо вбити, Мандрівник і Лорат знаходять артефакт під назвою «Незряче око», щоб прикликати для протистояння Ліліт менших демонів, відомих як Менше Зло. У той час Ліліт намірюється поглинути сутність свого ослабленого батька Мефісто, щоб захопити Пекло. Еліас використовує відьму на ім'я Тайсса, щоб вселити в її тіло Андаріель — одну з представниць Меншого Зла. Прагнучи позбавити безсмертя Еліаса, Мандрівник і горадрім подорожують до боліт Гавезара. Еліас вимає знання від зачарованого «Дерева Шепоту», але не гине за угодою, бо його сутність міститься в його відрізаному пальці. Дізнавшись про це, Мандрівник знищує палець і вбиває Еліаса. Через видіння Мандрівник розкриває кінцеву мету Ліліт — захопити Пекло, щоб потім відібрати найсильніших людей, повернути їх до стану нефелемів і перемогти у війні, ставши одноосібною богинею.
Від Дерева Лорат герой дізнається про розташування брами до Пекла під містом Кальдеум, що відкривається за допомогою ключа Ратми. У Кальдеумі Мандрівник перемагає інше Менше Зло, Дуріеля. Інаріус входить до Пекла, щоб протистояти Ліліт, але гине в двобої. Донан виявляється смертельно поранений, а Лорат лишається позаду, тож Мандрівник та Нейрел переслідують Ліліт до Собору Ненависті її батька Мефісто. Нейрел вирішує використати Камінь душі, щоб ув'язнити Мефісто, вважаючи його більшою загрозою. Потім Мандрівник стикається з Ліліт і перемагає її.
Обидва творці Санктуарію тепер мертві, але існують демони, котрі претендують стати наступним Більшим Злом. Нейрел вирішує самостійно вирушити на їх пошуки з Каменем душі.

### Розширення
Перше доповнення для Diablo IV Vessel of Hatred, було анонсовано на BlizzCon 2023.  Під час виставки Xbox Games Showcase 2024 Blizzard оголосила, що доповнення вийде 8 жовтня 2024 р Дія розгортається в регіоні Наханту і включає в себе новий ігровий клас, Спадкоємець духів.

## Розробка
Diablo IV була анонсована 1 листопада 2019 року на BlizzCon 2019, реліз планується на PC, PlayStation 4, Xbox One. Керівником проєкту став Луїс Барріґа, який працював над Diablo III: Reaper of Souls, та World of Warcraft: Legion.
Ігродизайнер Джесс МакКрі заявив, що естетика гри була натхненна геві металом.

## Маркетинг
Неминучість виходу четвертої частини підтверджував артбук Diablo. Після анонсування Diablo IV на BlizzCon, власники фізичних та віртуальних квитків мали змогу отримати косметичну прикрасу у вигляді крил Ліліт для своїх персонажів у грі Diablo III.

## Оцінки й відгуки
| Агрегатор  | Оцінка                                 |
| ---------- | -------------------------------------- |
| Metacritic | (PC) 87/100 (PS5) 89/100 (XSXS) 91/100 |
| OpenCritic | 96 %                                   |

| Видання               | Оцінка |
| --------------------- | ------ |
| Destructoid           | 8/10   |
| Digital Trends        | [ 34 ] |
| Famitsu               | 37/40  |
| GameSpot              | 8/10   |
| GamesRadar+           | [ 37 ] |
| IGN                   | 9/10   |
| NME                   | [ 39 ] |
| PC Gamer (США)        | 85/100 |
| PCGamesN              | 10/10  |
| PCMag                 | [ 42 ] |
| Push Square           | [ 43 ] |
| Shacknews             | 8/10   |
| The Guardian          | [ 45 ] |
| Video Games Chronicle | [ 46 ] |
| VG247                 | [ 47 ] |
| VideoGamer.com        | 10/10  |

Diablo IV отримала загальне схвалення, зібравши середні оцінки на Metacritic 87/100 для Windows-версії, 89/100 для PlayStation5 і 91/100 для Xbox Series.
Алессандро Барбоза з GameSpot виніс вердикт: «Diablo IV не може уникнути порівняння з минулим франшизи, до якої вона належить, але, на щастя, це гра, що була створена з чітким усвідомленням того, що змусило кожну з них бути улюбленою та ганеною». Проходження на найнижчій складності «позбавлене будь-якого виклику», проте завжди можна перемкнутися на вищу складність, не чекаючи завершення сюжету. Змінювати вміння персонажів легко за невелику платню, але гра все ж вимагає роздумів, аби створити життєздатний білд. Зазначалося, що Diablo IV розумно використовує Ліліт, повільно викладаючи її мотиви, котрі не полягають у просто руйнуванні всього на шляху. Також гра робить вагомий акцент на компаньйонах героя, кожен з яких має власні мотиви приєднатися до пригоди.
Тревіс Нортрап із IGN охарактеризував гру: «Diablo IV — це приголомшливе продовження з майже ідеальним дизайном ендшпілю та прогресу, від якого нестерпно відмовлятися». Сюжет кращий, ніж у Diablo III, але знову розчаровує. Втім, гра «виглядає та звучить фантастично незалежно від того, що відбувається в сюжеті». Натомість бої та рольова складова розвивають основи серії, складаючи «одну з найдосконаліших ARPG, коли-небудь створених».
Нік Рубен у «The Guardian» зазначив: «Картинка, звуковий дизайн і світобудова Diablo IV докладають надзвичайно вражаючих зусиль, аби переконати вас, що це похмурий і небезпечний світ. Шкода, що так мало зустрічей підтверджують це». Найкращим у грі визначалося те, що «ця версія світу Diablo знову виглядає як світ; місце з історією та напругою, а не колекція карт, з'єднаних разом».
Коннор Макар у VG247 прокоментував наявність у грі платних перепусток і внутрішньоігрового магазину: «якщо вони зроблені добре, здебільшого це не є проблемою, і любите ви це чи ненавидите — це реальність сучасних ігор. Проте останній погляд на історію монетизації ігор Activision Blizzard викликає у мене занепокоєння».
Тайлер Колп описав Diablo IV в PC Gamer як перезапуск серії, створений з метою осучаснити основи Diablo, а саме перетворити її на гру-сервіс. У цього є свої позитивні аспекти, бо проходження сюжету займає близько 10-и годин. Але це накладає і суперечливі деталі. «Diablo IV намагається занурити нас у свій темний фентезійний світ, але це неможливе завдання в грі, де ви можете витягнути з вовка легендарну дворучну сокиру. Розповідь витончена, як у фільмі Marvel, і приблизно в п'ять разів довша, і незалежно від того, що розповідають вам похмурі персонажі Diablo IV, ви — супергерой, народжений із порожнім інвентарем і бажанням його заповнити».